# 스파이 패밀리
《스파이 패밀리》(SPY×FAMILY, 일본어: スパイファミリー)는 엔도 타츠야가 지은 일본 만화다. 소년 점프+(슈에이샤)에서 2019년 3월 25일부터 격주 월요일 갱신으로 연재 중이다.
타국에 잠입한 스파이가 임무를 위해 가족을 구성하라는 명령을 받고, 암살자 여자와 초능력자 소녀와 함께 가정을 꾸려 서로 신분을 숨기고 "가족으로서의 보통의 일상"을 보내기 위해 분투하는 이야기를 그렸다.
열람 수와 코멘트 수, 발행 부수에 있어서 최고 기록을 잇달아 갱신하는 등, 소년 점프+ 사상 최초의 대히트작이 되었다.

## 제작
작가 엔도 타츠야와 편집자 린 시헤이는 엔도의 첫 연재만화 《티스타》를 시작으로 함께한 사이였다. 린이 《점프스퀘어》 편집부서에서 소년 점프+로 이직하자 엔도 또한 소속을 변경해 신작 제작에 돌입했다. 《스파이 패밀리》는 《점프스퀘어》에 출판된 단편만화 《연옥의 애쉬》, 《돌에 연분홍, 철에 별》, 《아이 스파이》 3편에서 여러 요소들을 따왔다. 린은 파일럿 만화에 대해 편집부에서 보인 반응이 매우 좋아서 회의 이전에 이미 연재화가 결정됐다고 회상했다.
본래 원고의 제목은 일본어로 적힌 '스파이 패밀리'였다. 연재명을 짓기 위해 엔도는 100개 이상의 후보들을 생각했는데, 최종적으로 영어로 적은 '스파이 패밀리'와 《헌터 × 헌터》에서 본받아 가운데에 곱셈기호를 넣는 것으로 결정했다. 엔도와 린은 스파이 만화를 그릴 때 코미디를 위해 얼만큼의 폭력의 수위를 정해야 할지 고민했다. 엔도의 전작 《티스타》와 《월화미인》이 어두운 분위기가 주를 이루는 걸 고려해 린은 엔도에게 《스파이 패밀리》가 비교적 밝은 분위기로 그릴 것을 주문했다. 아냐의 디자인은 《연옥의 애쉬》의 주인공에서 영감을 받았다. 아냐의 초감각적 지각은 초기부터 존재한 설정으로 코미디 효과로 만화를 이끌기 위한 선택이었다.
소년 점프+는 창간 이래 오리지널 작품을 중시하고 있어 작가의 발굴에 주력해 왔다. 특히 2016년 봄에는 《종말의 하렘》, 《파이어 펀치》, 《저 너머의 아스트라》 등의 연재가 시작되어, 이후에는 오리지널 작품이 히트하는 흐름이 생겨났다. 한편 츠츠이 타이시, 후지모토 타츠키 등 소년 점프+의 실적자가 《주간 소년 점프》로 이적하게 되면서, 모두 유력 연재가 없어진다는 견해도 있었다. 이러한 가운데 본작의 연재가 개시되었다.

## 줄거리
동서 사이에 철의 장막이 내려진 지 십여 년, 이웃한 동국(오스타니아)과 서국(웨스탈리스) 사이에는 가초의 평화가 이루어졌다.
서국에서 동국으로 보내진 스파이 황혼은 동국의 정치인 도노반 데즈몬드와 접촉하기 위해 위장가족을 만들어 데즈몬드의 아들이 다니는 명문 이든교에 양자를 입학시키는 임무 오퍼레이션 올빼미를 명령받는다. 황혼은 정신과 의사 로이드 포저를 자처하고 양자를 찾아 고아원에서 소녀 아냐를 만난다. 로이드는 모르지만 아냐는 마음을 읽을 수 있었고, 그의 마음을 읽고 똑똑한 척했기 때문에 난관 이든교에 합격할 수 있다고 생각한 로이드는 그녀를 입양한다.사실 그리 똑똑하지 않은 아냐에게 로이드는 몹시 힘들어하지만 어떻게든 필기시험에 합격. 하지만 다음 면접시험에 '부모님'이 함께 오라는 지시를 받자 로이드는 서둘러 아내 역할의 여자를 찾게 된다.
그 순간 두 사람은 요르 브라이어라는 여자와 만난다. 그녀는 공무원을 하는 한편 가시공주 코드네임으로 몰래 암살을 하다가 혼기가 늦어진 것을 주위의 야유를 받고 다른 사람들의 주목을 피하기 위해서, 형식상 연인을 찾고 있었다. 마음을 읽는 능력으로 인해 요르가 암살자임을 알게 된 아냐는 호기심에서 요르가 엄마가 되어주도록 만든다. 연인 역을 찾던 요르와 아내 역을 찾던 로이드, 그리고 '설렘'을 찾는 아냐의 이해가 맞아떨어지며 세 사람은 서로에게 신상을 감추며 즉석 가족 생활을 시작한다.

## 테마 배경
기본적으로 이야기는 후술할 포저(Forgers) 가족 세 명 중 한 명의 시점을 중심으로 전개된다.
작가 엔도 타츠야는 '정체를 숨기는 상황'을 좋아한다고 밝혔으며, 이러한 취향이 반영되어 본 작품은 스파이를 주인공으로 설정하고 있다. 여기에 더해, 아내 역할에는 암살자를 배치함으로써, 영화 《미스터 & 미세스 스미스》와 같은 할리우드 스타일의 설정이 작품에 도입되었다.
또한 딸 역할인 아냐는 마음을 읽을 수 있는 초능력자로 설정되어, 이야기의 균형을 무너뜨리지 않으면서도 독특한 매력을 더하는 요소로 작용하고 있다. 작가의 데뷔작 TISTA가 '우울한' 분위기였다면, 이 작품은 '유쾌하고 따뜻한' 이야기로, 서로 비밀을 안고 있는 전혀 다른 사람들이 점차 '진짜 가족'이 되어가는 과정을 그리고 있다.
작가는 이야기의 향후 전개를 구체적으로 정해두지 않고, 그때그때 전개를 만들어 나가고 있다고 인터뷰에서 언급하였다.
이 작품은 영화적인 연출을 갖추는 한편, 최근 소년 만화에서 자주 사용되는 '주인공이 내면의 목소리로 심정을 표현하는 소설적 기법'을 적극적으로 활용하고 있다. 특히, 주인공 주변 인물들의 시점으로 자연스럽게 전환하며 심리를 보여주는 기법이 뛰어나다는 평가를 받는다.
작중 주인공 가족은 전통적인 가족상에 얽매이지 않는 모습으로 묘사되며, 이와 대조적으로 전통적인 명문학교의 교사들은 보수적인 가족관을 고수하는 인물들로 설정되어 있다.
작품 속에서 가족이 함께 입시라는 목표를 향해 나아가는 모습은, 현대 일본 사회에서 기대되는 '치유', '응원', '동료'의 개념과 맞닿아 있으며, 이러한 점이 작품의 인기를 이끈 요소 중 하나로 분석되기도 한다.

## 작중 설정

### 국가
- 동국(東國)의 오스타니아(Ostania)이며, 수도는 베를린트, 화폐 단위는 "다르크"이다.
- 서국(西國)의 웨스탈리스(Westalis)이며, 수도는 불명, 화폐 단위는 불명이다.

### 기관 및 단체
- 이든 칼리지 - 사립기숙학교
- 친목회
- SSS - 비밀경찰
- WISE - 정보기관
- 국가통일당 - 정당 단체
- 애국부인회 - 사교 모임
- 붉은 서커스단 - 테러리스트
- 캠벨던 - 캠벨 가의 지하 테니스장
- 프린세스 로렐라이(Lorelei) - 여객선 운송수단

## 관련 매체

### 단행본 (만화)
만화는 온라인 만화 플랫폼인 소년 점프+에 연재 중이며, 일본에서 2019년 처음으로 2024년 9월 현재 기준의 14권으로 나왔다. 일본 뿐만 아니라, 대한민국, 중화권(중화인민공화국 ·중화민국), 동남아(태국 · 베트남 · 인도네시아), 북미(미국 · 캐나다), 남미(브라질 · 아르헨티나), 유럽 등지에 번역되어 출간되고 있다.
| 권수 | 정식 오리지널 출간일 | 정식 오리지널 ISBN     | 정식 한국어판 출간일 | 정식 한국어판 ISBN     | 정식 북미판(영어) 출간일 | 정식 북미판(영어) ISBN |
| ---- | --- | ---------------------- | -------------------- | ---------------------- | ------------------------ | ---------------------- |
| 1권  | 2019년 7월 4일 | ISBN 978-4-08-882011-8 | 2019년 11월 18일     | ISBN 979-1-13-483856-0 | 2020년 6월 2일           | ISBN 978-1-9747-1546-6 |
| 1권  | Mission 1~5 / 표지: 로이드 포저, 르 코르뷔지에의 LC2 |                        |                      |                        |                          |                        |
| 2권  | 2019년 10월 4일 | ISBN 978-4-08-882120-7 | 2020년 2월 18일      | ISBN 979-1-13-484851-4 | 2020년 9월 1일           | ISBN 978-1-9747-1724-8 |
| 2권  | Mission 6~11, Extra Mission 1 / 표지: 아냐 포저, 조지 넬슨 & 동료들의 마시멜로 소파(Marshmallow sofa)                                                                                 |                        |                      |                        |                          |                        |
| 3권  | 2020년 1월 4일 | ISBN 978-4-08-882183-2 | 2020년 5월 27일      | ISBN 979-1-13-486227-5 | 2020년 12월 1일          | ISBN 978-1-9747-1816-0 |
| 3권  | Mission 12~17, Extra Mission 2 / 표지: 요르 포저, 찰스 임스 & 레이 임스의 라 셰즈(La Chaise)                                                                                          |                        |                      |                        |                          |                        |
| 4권  | 2020년 5월 13일 | ISBN 978-4-08-882229-7 | 2020년 8월 20일      | ISBN 979-1-13-486898-7 | 2021년 3월 2일           | ISBN 978-1-9747-2103-0 |
| 4권  | Mission 18~23, Short Mission 1~2 / 표지: 본드 포저, 에로 아르니오의 볼 의자(Ball Chair)                                                                                               |                        |                      |                        |                          |                        |
| 5권  | 2020년 9월 4일 | ISBN 978-4-08-882463-5 | 2020년 12월 7일      | ISBN 979-1-13-487278-6 | 2021년 6월 1일           | ISBN 978-1-9747-2294-5 |
| 5권  | Mission 24~30, Short Mission 3 / 표지: 유리 브라이어, 미스 반 데어 로에의 바르셀로나 의자(Barcelona Chair)                                                                            |                        |                      |                        |                          |                        |
| 6권  | 2020년 12월 28일 | ISBN 978-4-08-882545-8 | 2021년 4월 19일      | ISBN 979-1-13-488518-2 | 2021년 10월 5일          | ISBN 978-1-9747-2513-7 |
| 6권  | Mission 31~37, Short Mission 4 / 표지: 피오나 프로스트, 베르너 팬톤의 하트 콘 체어(Heart Cone Chair)                                                                                  |                        |                      |                        |                          |                        |
| 7권  | 2021년 6월 4일 | ISBN 978-4-08-882669-1 | 2021년 8월 24일      | ISBN 979-1-13-489089-6 | 2022년 4월 5일           | ISBN 978-1-9747-2848-0 |
| 7권  | Mission 38~44, Short Mission 5 / 표지: 다미안 데스몬드, 찰스 레니 매킨토시의 윌로우 체어(Willow chair)                                                                                |                        |                      |                        |                          |                        |
| 8권  | 2021년 11월 4일 | ISBN 978-4-08-882843-5 | 2021년 12월 13일     | ISBN 979-1-13-489705-5 | 2022년 9월 20일          | ISBN 978-1-9747-3427-6 |
| 8권  | Mission 45~53, Short Mission 6 / 표지: 프랭키 프랭클린, 찰스 임스 & 레이 임스의 임스 라운지 체어 앤 오토만(Eames Lounge Chair and Ottoman)                                            |                        |                      |                        |                          |                        |
| 9권  | 2022년 4월 4일 | ISBN 978-4-08-883076-6 | 2022년 6월 21일      | ISBN 979-1-16-876898-7 | 2023년 3월 21일          | ISBN 978-1-9747-3628-7 |
| 9권  | Mission 54~61 / 표지: 베키 블랙벨, 조지 넬슨 & 동료들의 코코넛 의자(Coconut Chair) |                        |                      |                        |                          |                        |
| 10권 | 2022년 10월 4일 | ISBN 978-4-08-883127-5 | 2022년 12월 20일     | ISBN 979-1-16-947280-7 | 2023년 10월 17일         | ISBN 978-1-9747-4067-3 |
| 10권 | Mission 62~66, Short Mission 7~8 / 표지: 어린 시절의 로이드 포저 |                        |                      |                        |                          |                        |
| 11권 | 2023년 4월 4일 | ISBN 978-4-08-883313-2 | 2023년 7월 26일      | ISBN 979-1-14-110939-4 | 2024년 3월 19일          | ISBN 978-1-9747-4329-2 |
| 11권 | Mission 67~75 / 표지: 에밀 엘먼 & 유인 에지버그, 월터 블래키의 힐 하우스 사다리 의자(Hill House Ladder Back Chair)                                                                    |                        |                      |                        |                          |                        |
| 12권 | 2023년 10월 4일 | ISBN 978-4-08-883675-1 | 2023년 11월 27일     | ISBN 979-1-14-111892-1 | 2024년 8월 6일           | ISBN 978-1-9747-4705-4 |
| 12권 | Mission 76~84, Short Mission 9~10 / 표지: 실비아 셔우드, 해리 베르토이아의 다이아몬드 체어(Diamond chair)                                                                             |                        |                      |                        |                          |                        |
| 13권 | 2024년 3월 4일 | ISBN 978-4-08-883839-7 | 2024년 6월 25일      | ISBN 979-1-14-113440-2 | 2025년 1월 14일          | ISBN 978-1-9747-5198-3 |
| 13권 | Mission 85~92, Short Mission 11 / 표지: 카밀라 & 샤론 & 밀리 마이어스, 에어로 사리넨의 튤립 의자(Tulip Chair)                                                                         |                        |                      |                        |                          |                        |
| 14권 | 2024년 9월 4일 | ISBN 978-4-08-884154-0 | 2024년 12월 19일     | ISBN 979-1-1411-5167-6 | 2025년 8월 5일           | ISBN 978-1-9747-5600-1 |
| 14권 | Mission 93~99, Short Mission 12~13 / 표지: 헨리 헨더슨, 프랭크 로이드 라이트의 로비 1 의자(Robie 1 Chair) & 로비 하우스 보조 테이블(Robie House Side Table)                           |                        |                      |                        |                          |                        |
| 15권 | 2025년 3월 4일 | ISBN 978-4-08-884337-7 | 2025년 6월 24일      | ISBN 979-1-14-116158-3 | 2025년 12월 2일          | ISBN 978-1-9747-5917-0 |
| 15권 | Mission 100~108, Short Mission 14 / 표지: 마사 마리오트, 한스 웨그너의 피콕 체어 PP550(Peacock Chair PP550) & 안드레아스 터크용 원형 커피 테이블(Round Coffee Table for Andreas Tuck) |                        |                      |                        |                          |                        |

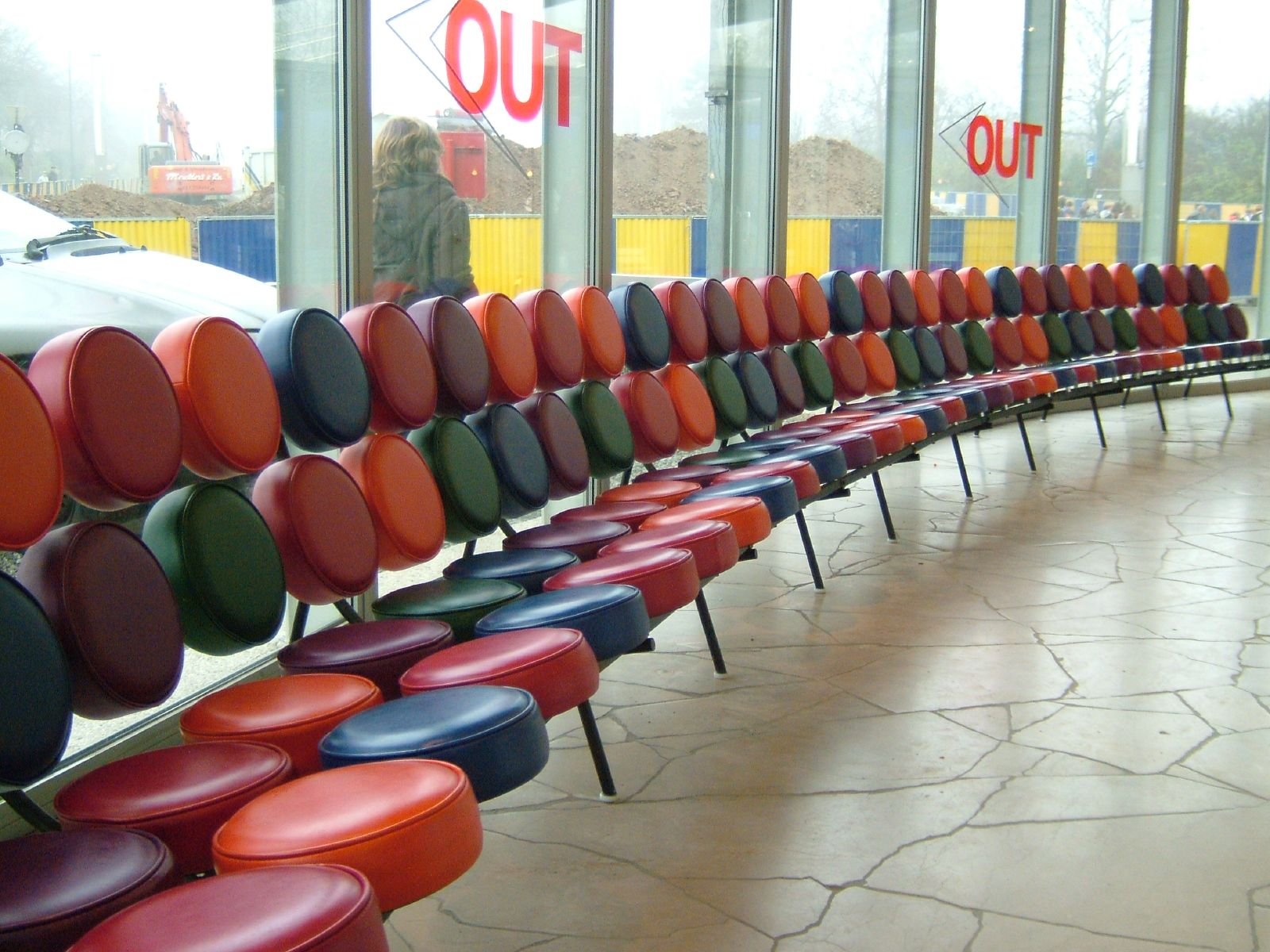
2권 표지. 조지 넬슨 & 동료들의 마시멜로 소파
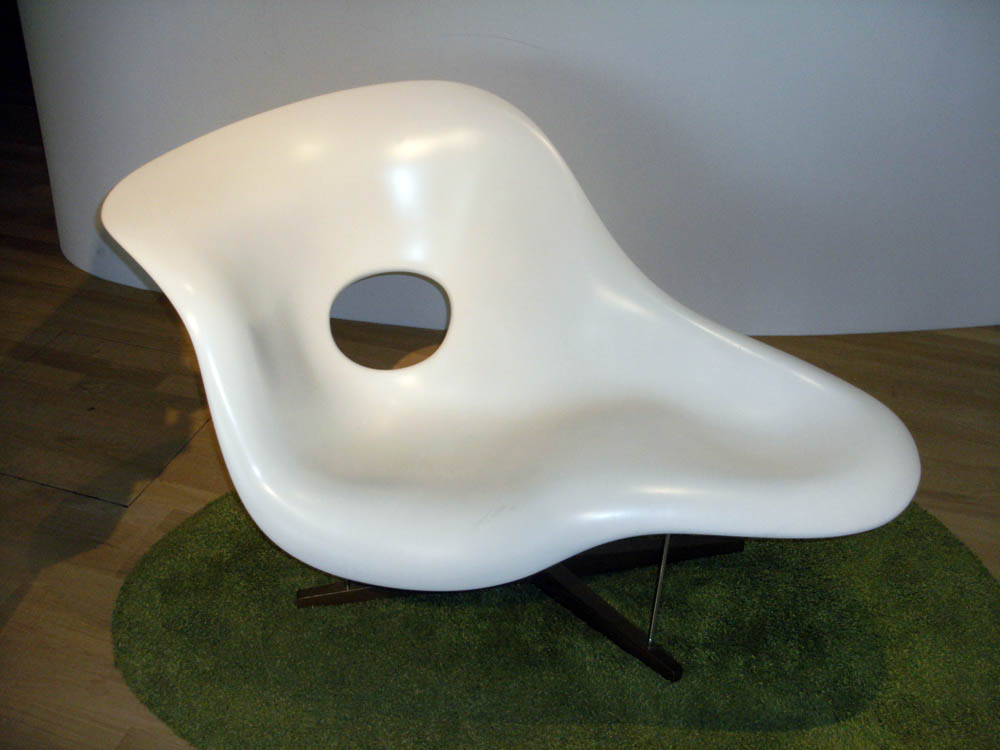
3권 표지. 찰스 임스 & 레이 임스의 라 셰즈
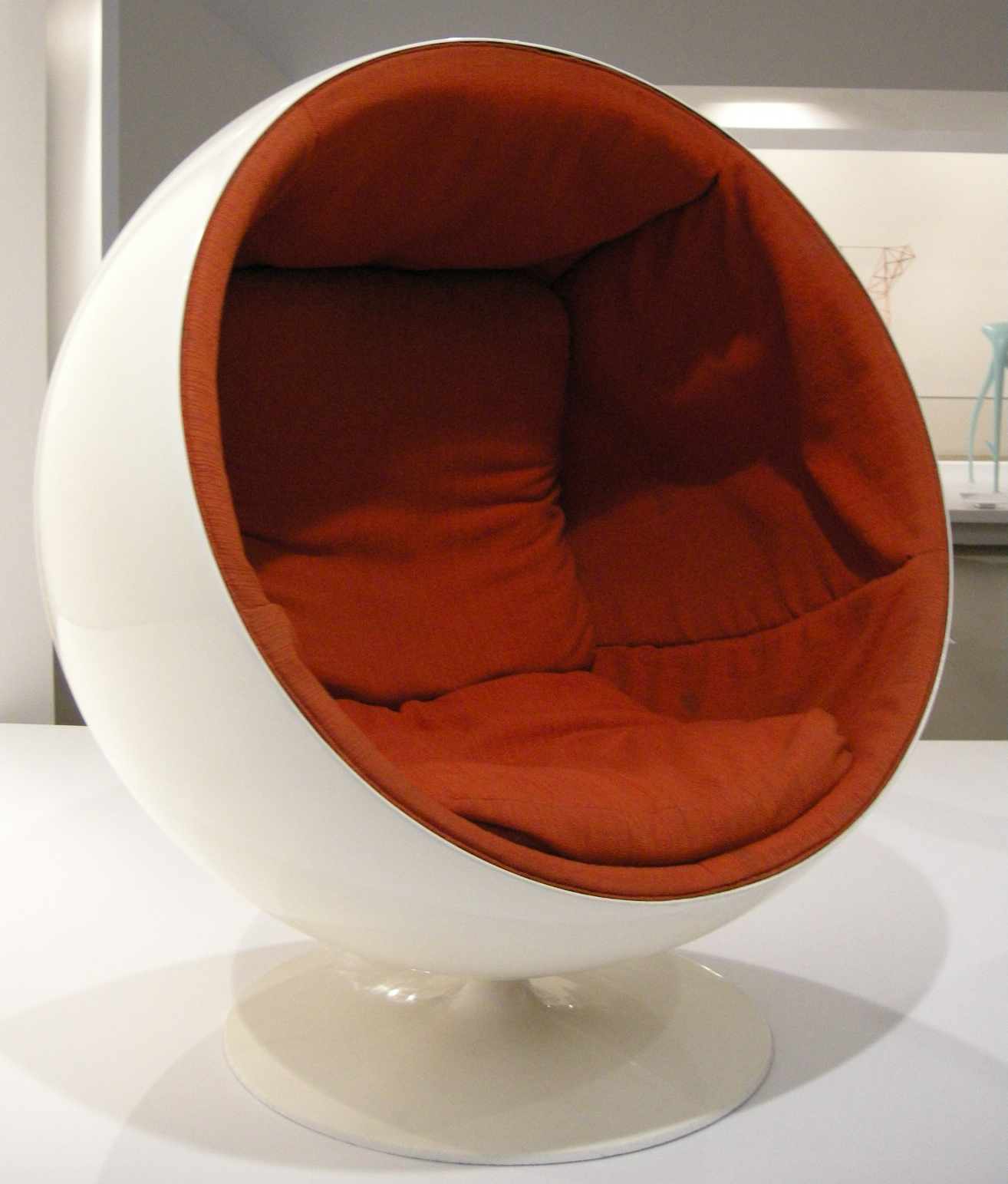
4권 표지. 에로 아르니오의 볼 의자
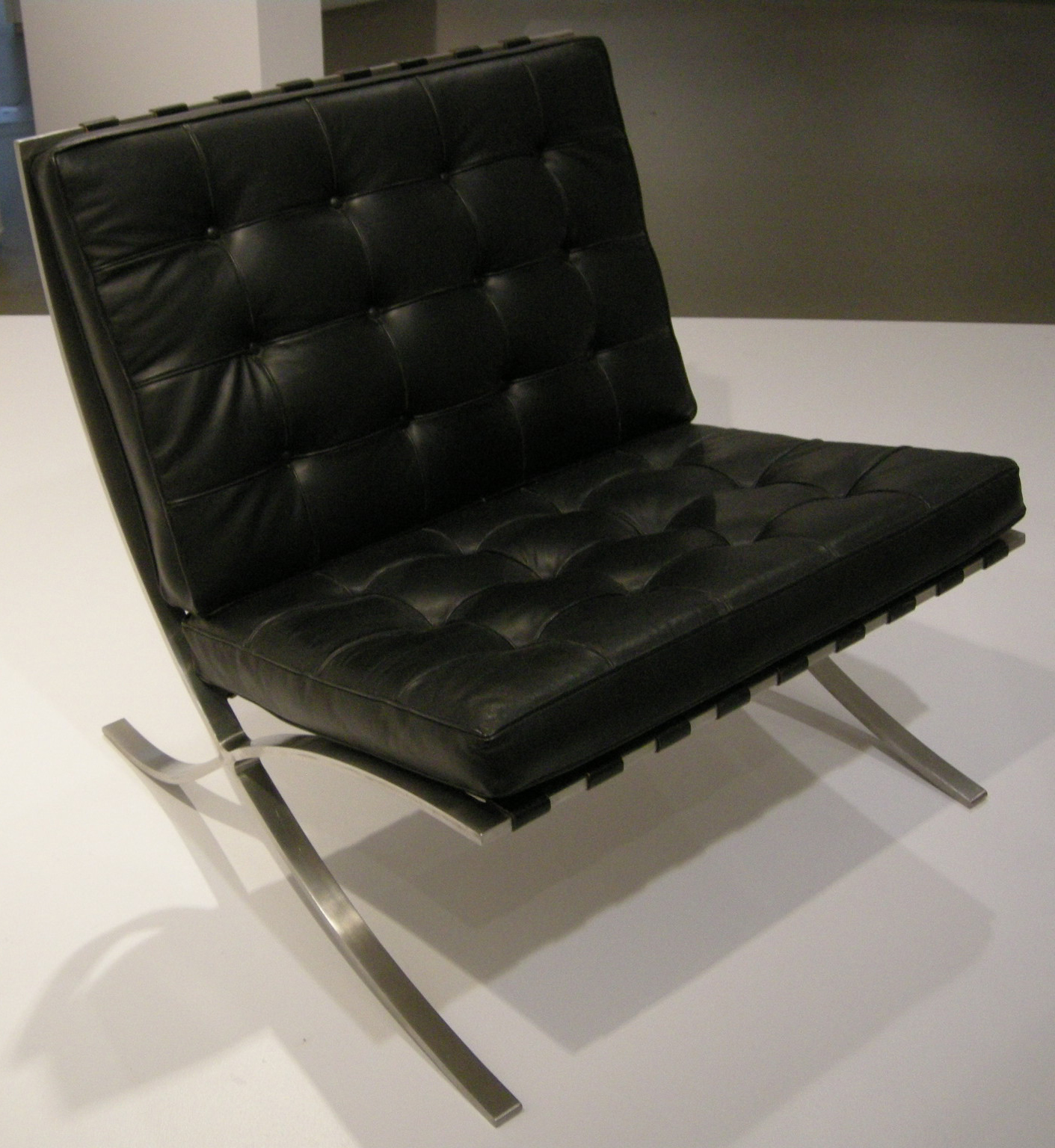
5권 표지. 미스 반 데어 로에의 바르셀로나 의자
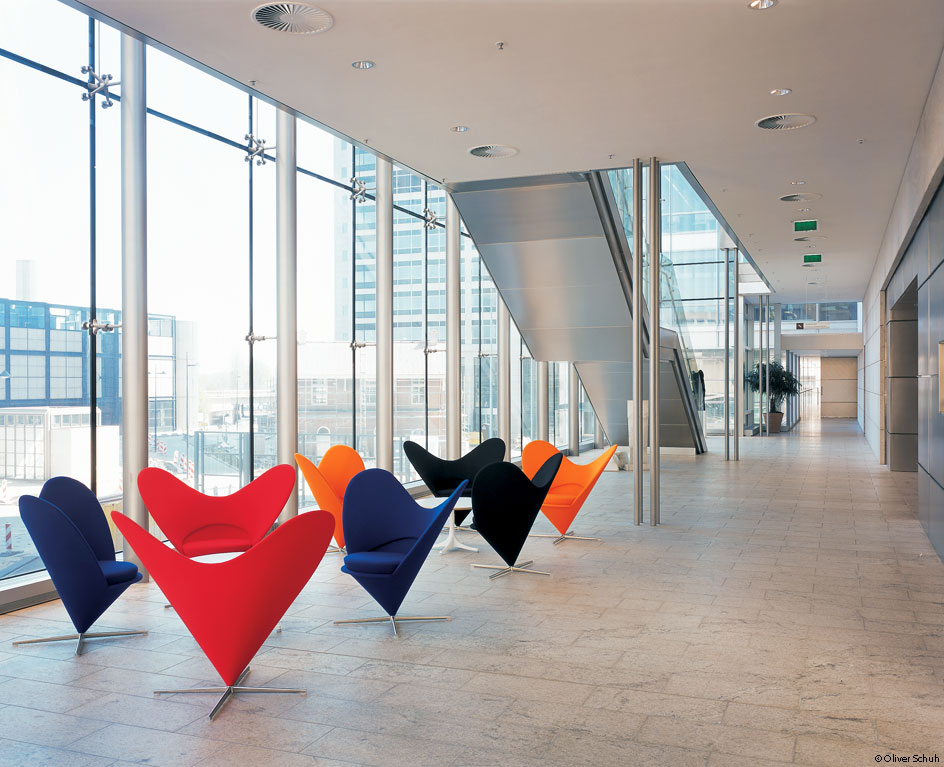
6권 표지. 베르너 팬톤의 하트 콘 체어
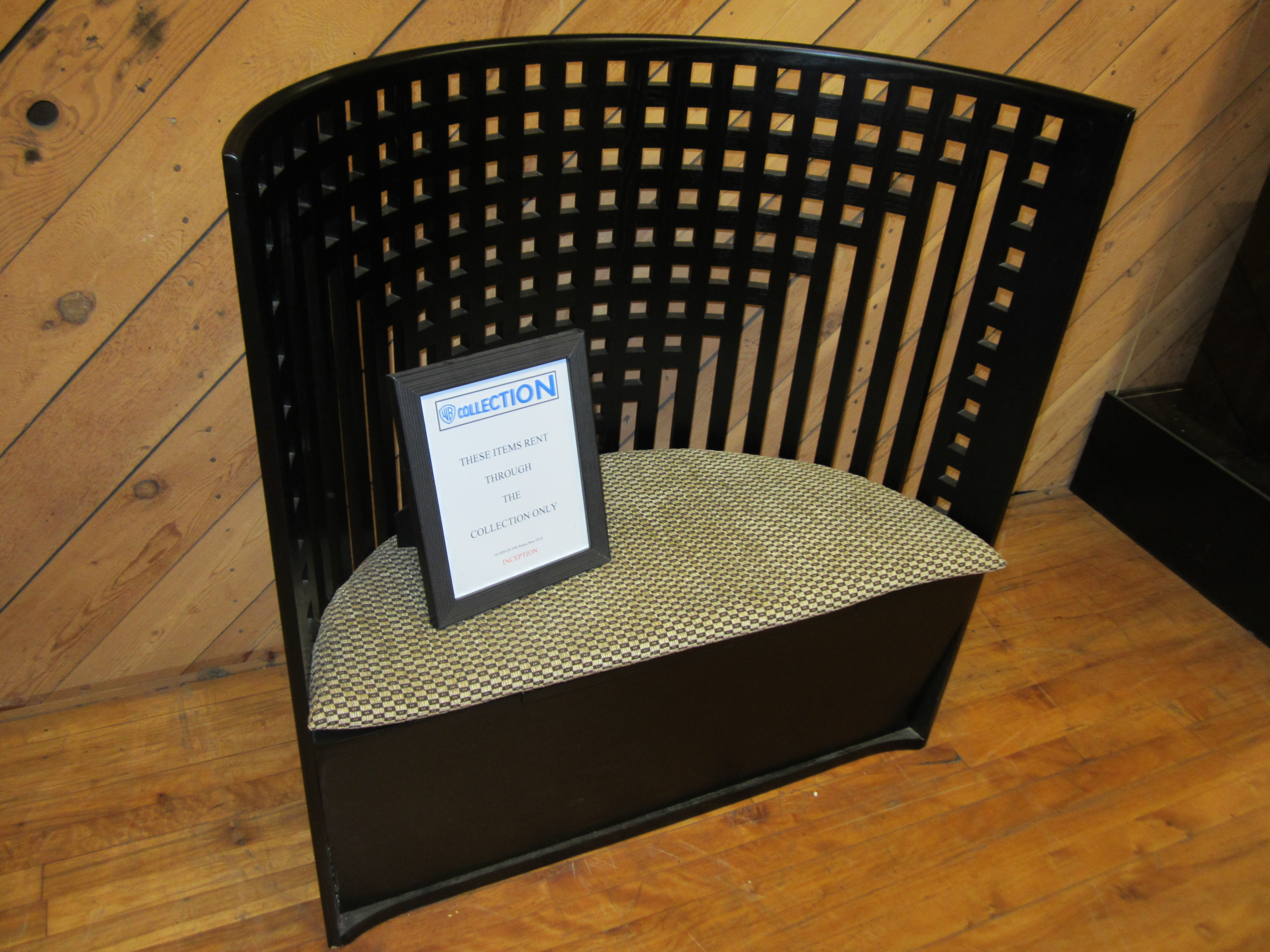
7권 표지. 찰스 레니 매킨토시의 윌로우 체어
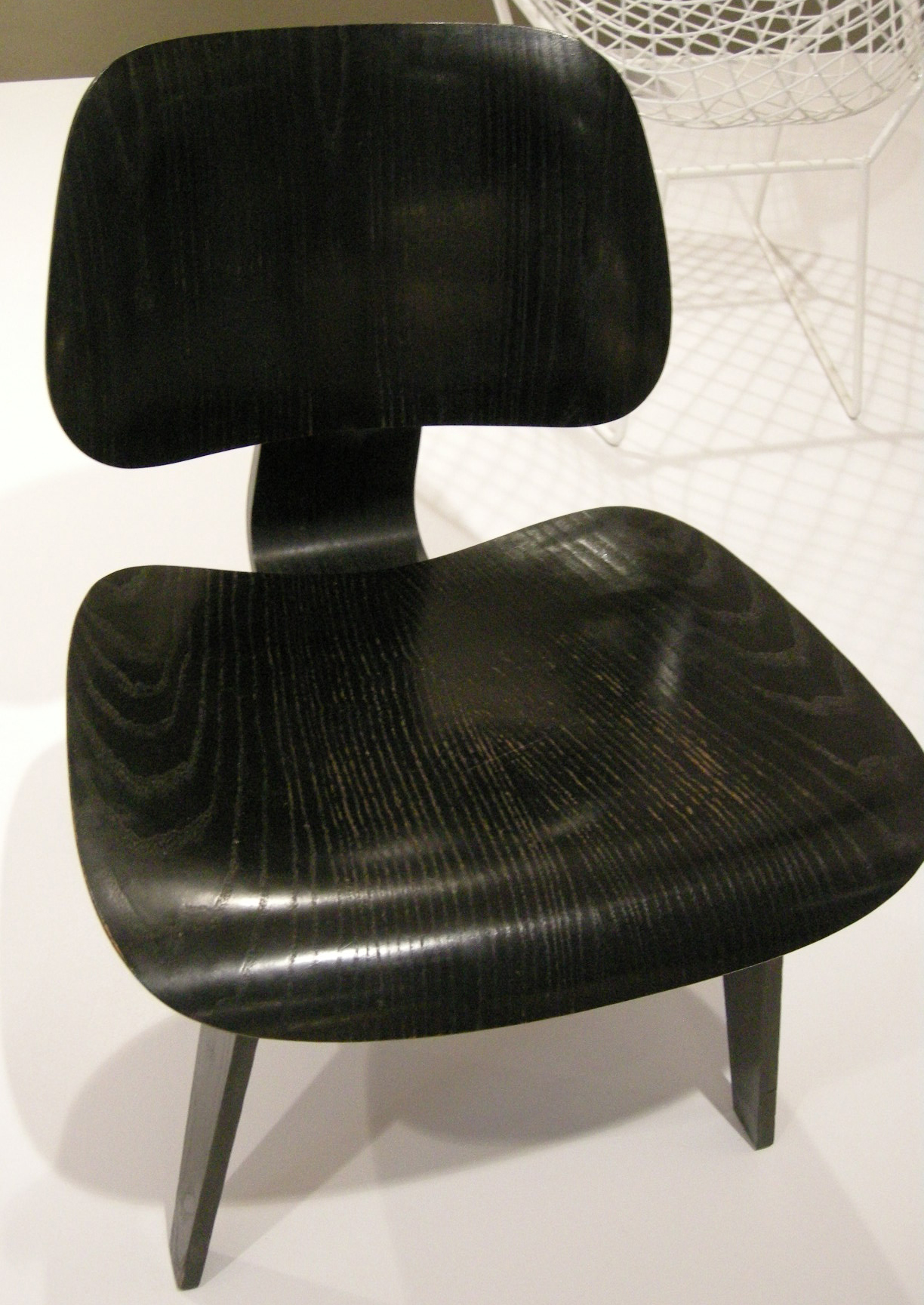
8권 표지. 찰스 임스 & 레이 임스의 임스 라운지 체어 앤 오토만
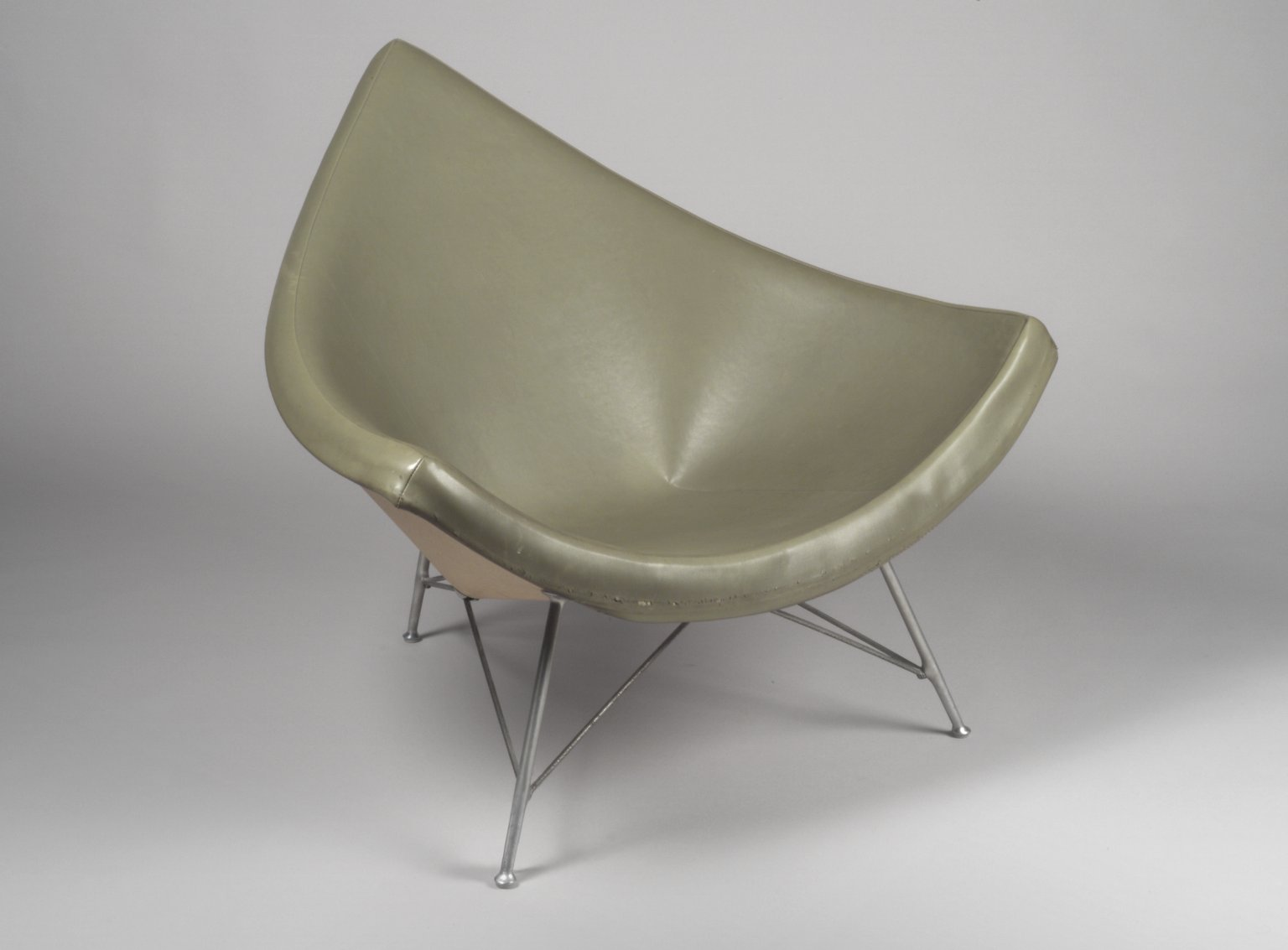
9권 표지. 조지 넬슨 & 동료들의 코코넛 의자
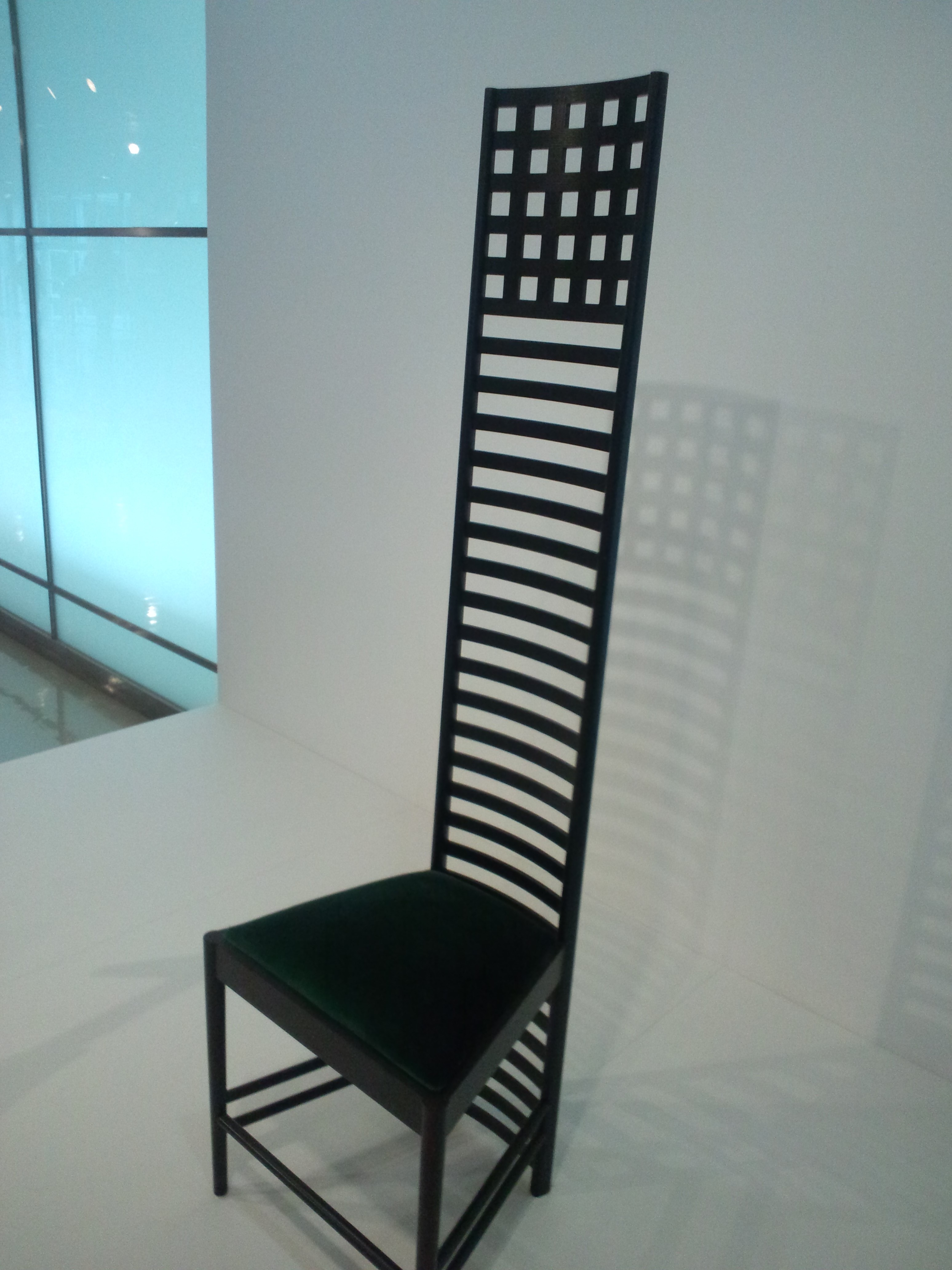
11권 표지. 월터 블래키의 힐 하우스 사다리 의자
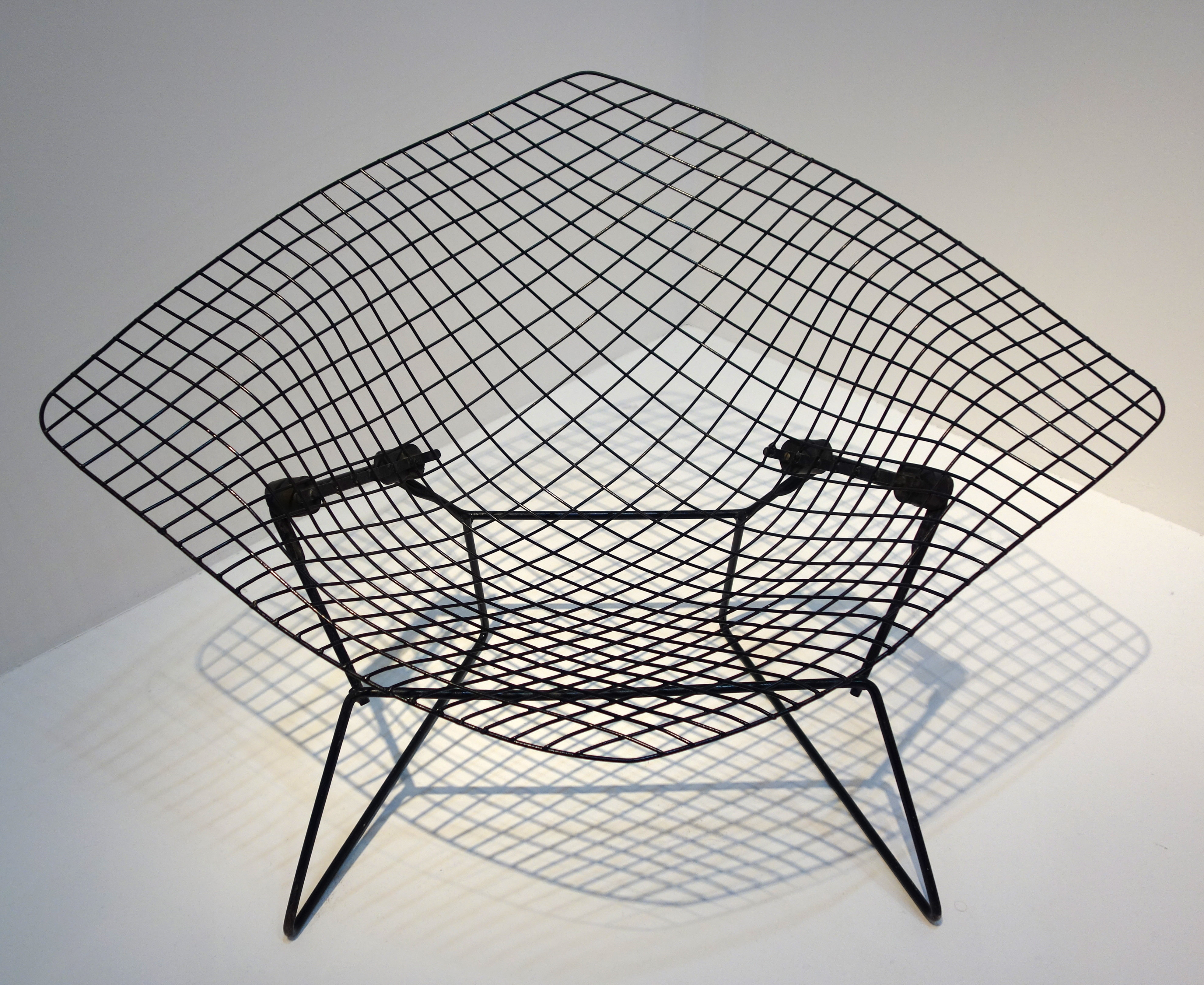
12권 표지. 해리 베르토이아의  다이아몬드 체어
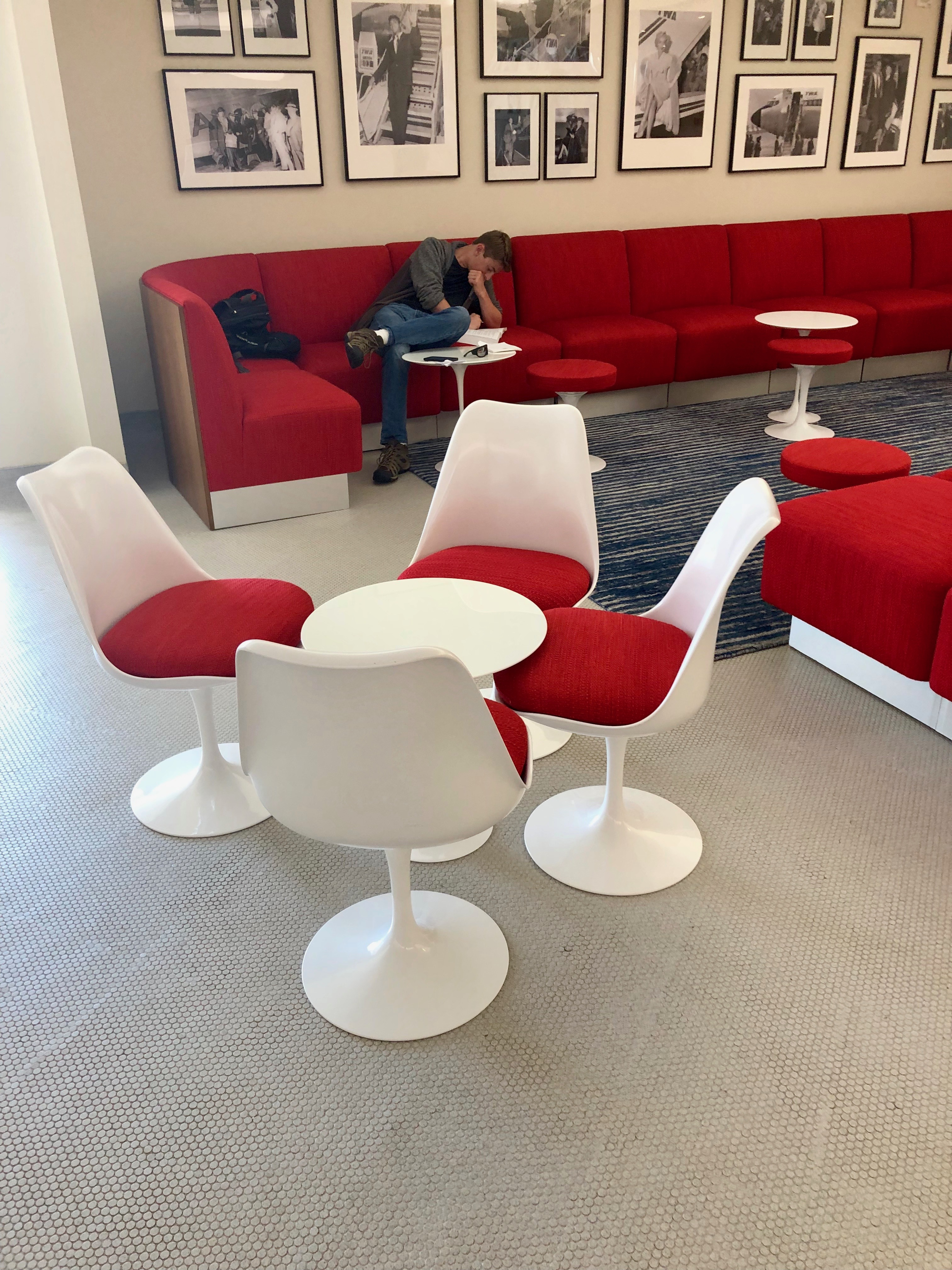
13권 표지. 에어로 사리넨의 튤립 의자

- 대한민국 : 학산문화사 - 한국어
- 중화인민공화국 : 차원서관(次元书馆) - 중국어
- 중화민국 : 동립출판사(東立出版社) - 중국어
- 러시아 : Istari Comics Publishing - 러시아어
- 태국 : 시암인터멀티미디어유한공사(สยาม อินเตอร์ มัลติมีเดีย) - 태국어
- 베트남 : 김동 출판사(Nhà xuất bản Kim Đồng) - 베트남어
- 인도네시아 : 엘렉스 미디어(Elex Media Komputindo) - 인도네시아어
- : 비즈 미디어(Viz Media LLC) - 영어
- 프랑스 : 쿠로카와(Kurokawa) - 프랑스어
- : 크런치롤(Crunchyroll) - 독일어
- 폴란드 : 와네코(Waneko) - 폴란드어
- 이탈리아 : 파니니 코믹스(Panini Comics) - 이탈리아어
- 브라질 : 파니니 코믹스(Panini Comics) - 포르투갈어
- 포르투갈 : 데브르 출판사 - 포르투갈어

### 애니메이션
애니메이션은 동명 만화을 각색한 WIT STUDIO와 CloverWorks에서 공동 제작하여, TV 도쿄(TXN) 계열을 통해, 2022년부터 2023년까지, 2025년 분할 시즌제 방송하고 있다.
- TV 애니메이션 SPY×FAMILY 공식 가이드북 MISSION REPORT: 220409-0625 / ISBN 9791141113834
- TV 애니메이션 SPY×FAMILY 공식 스타트 가이드 ANIMATION×1st MISSION / ISBN 9791141114725

### 극장판
극장판은 배급사인 도호와 WIT STUDIO, CloverWorks에서 공동 제작하여, 2023년 12월 22일 일본에서 개봉하였다가, 2024년에 일본 외 국가에서 개봉이 결정되었으며, 대한민국과 중화인민공화국·중화민국·홍콩·마카오(중화권), 동남아시아, 미국과 캐나다(북미권), 유럽 등지의 크런치롤을 중심으로 배급된다.

### 비디오 게임

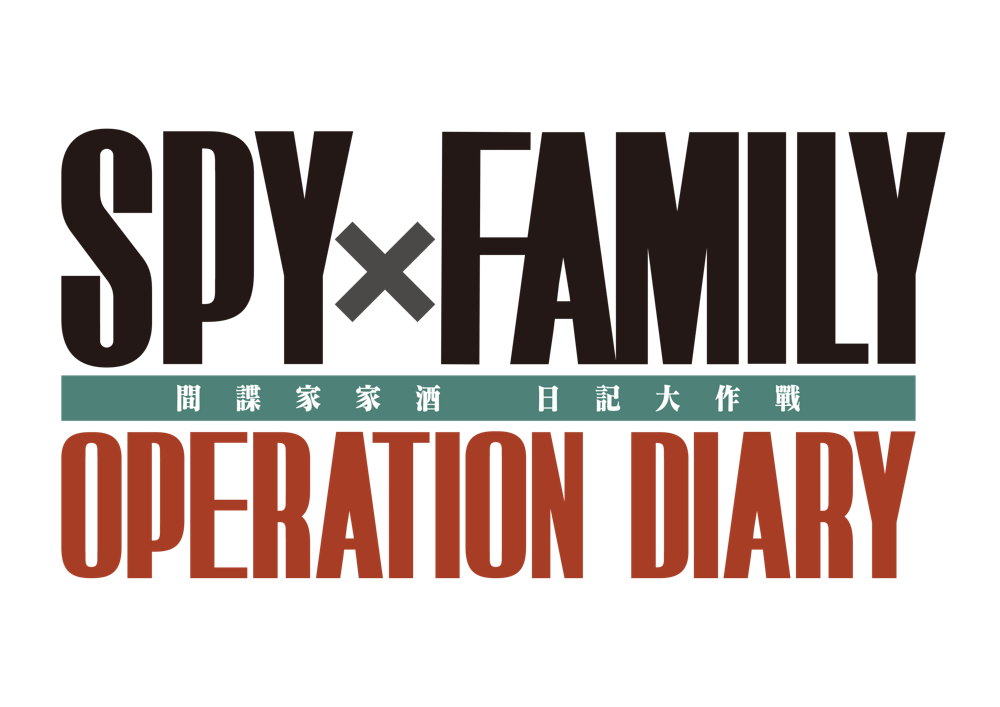
SPY×FAMILY 오퍼레이션 다이어리 로고

게임은 〈SPY×FAMILY 오퍼레이션 다이어리〉(SPY×FAMILY OPERATION DIARY)에서 일상, 나들이 어드벤처의 2023년 12월 21일 일본에 이어 2024년 중의 대한민국(한국어), 북미판(영어), 유럽판 출시되었다. 작품 오리지널 의상, 액세서리, 머리 스타일 등이 총 80종류 이상의 가능하며, 애니메이션의 다양한 장면에 해당 작품은 미니게임 15개 구성되어, 평일 아침·낮 학교에 가고, 평일 저녁 집에 머물고, 휴일은 나들이 명소로 제공된다.
- 미니게임[12] - 어머니의 특훈[13], 땅콩 타임[13], 본드 추격전[13], 땅콩 볼링[13], 요르 쿠킹[13], 이든 칼리지의 트럼프 대결, 아냐의 수업[13], 로이드의 탈출, 대부호: 이든 칼리지, 대부호: 포저 일가, 가시공주의 일, 유리의 맛있는 맛[13], 아냐의 패션쇼[13], 땅콩의 뒤쫒아간다, <피츠>의 술래잡기[14], <피츠>의 시큐리티[15], 본드로 GO[13], 이든 칼리지의 피구[13]
- 나들이 장소 - 분수 광장, 시가지, 수족관, 비치, 리조트, 강아지파크, 운동장, 미술관, 호텔, 성
- 특별 손님 - 유리 브라이어, 피오나 프로스트

### 라이트 노벨 (소설)
야지마 아야(矢島 綾)가 쓴 라이트 노벨(소설)에 〈SPY×FAMILY 가족의 초상〉의 2021년 7월 2일 일본에서 출시되었다.
- ISBN 9784087035124 (정식 오리지널, 2021년 7월 2일 출시)
- ISBN 9791169276856 (정식 한국어판, 2022년 10월 25일 출시)
- ISBN 9781974739066 (정식 북미판(영어), 2023년 12월 26일 출시)

### 공식 팬북
공식 팬북은 〈SPY×FAMILY 공식 팬북 EYES ONLY〉의 2022년 5월 2일 일본에서 출시되었다.
- ISBN 9784088831183 (정식 오리지널, 2022년 5월 2일 출시)
- ISBN 9791141106065 (정식 한국어판, 2023년 7월 25일 출시)

### 뮤지컬
뮤지컬은 동명 만화을 각색한 2023년 3월 도쿄 제국극장에 상영하여, 이후 도도부현 전국 투어로 이어졌다.

## 반향 및 평가
소년 점프+ 사상 처음으로 1화로 코멘트 수가 2000을 넘어 5화 공개까지 총 열람수가 300만을 돌파했다. 1·2화는 갱신시 트위터 트렌드에 들어갔다. '금년도(2019년도) 인기 No.1 WEB 코믹', '소년 점프+ 인기 No.1 작품', '(소년 점프+의) 간판 작품'으로서 소개되기도 했다.
슈에이샤의 일본 국외용 플랫폼 'MANGA Plus'에서도 《SPY×FAMILY》가 번역·공개되고 있어 연재 당초부터 각국에서 인기를 얻었다. 통상 일본의 만화 작품이 국외에서 히트하는 것은 애니메이션화에 의한 점이 크지만, 본작은 단행본화 전에 평가되는 이례적인 사태가 되었다.
갱신되는 격주 월요일 0시 부근은 열람자가 많기 때문에, 부하를 고려해 소년 점프+의 서버가 증강되었다. 독자층으로서는 비교적 여성이 많아, 연재가 시작된 이후, 소년 점프+의 전체의 여성 독자수의 비율을 5% 가까이 늘렸다고 한다.
아사히 신문은 "일견 이야기가 파탄할 것 같은 설정이지만, 하드한 액션과 개그와 서스펜스가 절묘하게 얽혀 독자들에게 의문을 품을 여유를 주지 않는 템포로 드라마가 전개된다", "마음에 울려퍼지는 것도 있는 패밀리 드라마"라고 평가했다. 산케이 신문은 '누구에게나 사람에게 말할 수 없는 비밀은 있다는 명제를 가지면서 '가짜 가족'이 '진짜 가족'이 되는 과정이 그려져도 따뜻하게 해주는 작품"이라고 평가했다.
소년 점프+ 편집장의 호소노 슈헤이는 종합력의 높이와 이야기를 전개하기 쉬운 초기 설정임을 평가해, 어두워져도 이상하지 않은 배경을 가진 의사 가족임에도 불구하고, 코미디로 즐겁게 하는 것으로 '밝은 것이 보고 싶다'라고 하는 시대의 흐름에 응하고 있다고 분석했다. 또, 본작에 의해 소년 점프+의 독자의 규모가 커져, 신뢰감도 늘어난 것이, 《괴수 8호》의 히트에 연결되었다고 말했다.
1권은 발매부터 중판이 되어, 22일째에 발행 부수 30만부를 돌파했다. 또, 2019년 7월~9월 발매의 만화 작품 제1권으로서 같은 기간에서 가장 팔린 작품이 되었다. 2020년 12월 28일에는 코믹스 제6권이 소년 점프+ 작품 사상 처음으로 초판 100만 부를 기록하고, 다음 2021년 6월 4일에는 코믹스 제7권의 발매로 전자판을 포함한 누계 발행 부수가 마찬가지로 소년 점프 작품 사상 처음으로 1000만 부를 돌파했다. 2023년 6월 시점에서 시리즈 누계 발행 부수는 3000만 부를 돌파했다. 2025년 봄쯤, 발행 부수는 4000만 부를 돌파할 예정이다.
호소노는 본작에 대해 점프 사상 《암살교실》에 잇는 기세로 팔리고 있으며, 이전부터 목표인 소년 점프+발의 '단권 100만 부의 작품'에 가까운 작품으로서 기대하고 있다고 말했다.

### 수상 내역
| 연도   | 시상식                                 | 부문                           | 결과   | 비고 |
| ------ | -------------------------------------- | ------------------------------ | ------ | ---- |
| 2019년 | 다음에 올 만화대상                     | 웹만화                         | 수상   |      |
| 2019년 | 애플 북스 어워드                       | 베스트 소년 만화               | 수상   |      |
| 2019년 | 이 만화가 대단하다!                    | 2020년 최고 만화 순위          | 1위    |      |
| 2020년 | 제4회 TSUTAYA 코믹상                   | 넥스트 히트                    | 수상   |      |
| 2020년 | 리디 코믹 만화                         | 특별상                         | 수상   |      |
| 2020년 | 코니시상                               | 베스트 번역 만화               | 후보   |      |
| 2020년 | 제44회 고댠사 만화상                   | 베스트 소년 만화               | 후보   |      |
| 2020년 | 제24회 데즈카 오사무 문화상            | 그랑프리상                     | 후보   |      |
| 2020년 | 제13회 만화대상                        | 만화대상                       | 2위    |      |
| 2020년 | 다빈치 20주년 올해의 책                | 올해의 책                      | 3위    |      |
| 2020년 | 일본 전국 서점 직원들이 뽑은 추천 만화 | 2020년 코믹 담당               | 1위    |      |
| 2021년 | 제14회 일본만화대상                    | 만화대상                       | 10위   |      |
| 2021년 | 산요도 만화상                          | 베스트 만화상                  | 2위    |      |
| 2021년 | 아이스너상                             | 미국 국제 자료 최고판 - 아시아 | 후보   |      |
| 2021년 | 하비상                                 | 베스트 만화                    | 후보   |      |
| 2021년 | 제48회 앙굴렘 국제 만화 페스티벌       | 유스셀렉션                     | 후보   |      |
| 2022년 | 리디 코믹 만화                         | 대상                           | 수상   |      |
| 2022년 | 아이스너상                             | 미국 국제 자료 최고판 - 아시아 | 후보   |      |
| 2022년 | 프랑스 바벨리오 독자상                 | 베스트 만화상                  | 수상   |      |
| 2022년 | 재팬 엑스포 어워드                     | Daruma d'or                    | 수상   |      |
| 2022년 | 하비상                                 | 베스트 만화                    | 후보   |      |
| 2022년 | 다빈치 선정 22주년 올해의 책           | 올해의 책                      | 수상   |      |
| 2023년 | 제52회 일본만화가협회상                | 그랑프리상                     | 수상   |      |
| 2023년 | 제27회 데즈카 오사무 문화상            | 그랑프리상                     | 후보   |      |
| 2023년 | 도쿄 애니메이션 어워드                 | TV시리즈 부문                  | 수상   |      |
| 2023년 | 하비상                                 | 베스트 만화                    | 부분적 |      |

### 내용주
1. ↑  일본어: 煉獄のアーシェ
2. ↑  일본어: 石に薄紅、鉄に星

### 참조주
1. ↑  サクライタケシ (2019년 12월 29일). “【35話】SPY×ONIGIRI 『SPY×FAMILY』を調査せよ！”. 《少年ジャンプ+》. 集英社. 2020년 1월 4일에 확인함.
2. 1 2  “目標は鬼滅超え。大ヒットを生み出す「少年ジャンプ＋」 SPY×FAMILY・怪獣8号”. 《Impress Watch》 (インプレス). 2021년 3월 25일. 2022년 10월 13일에 확인함.
3. 1 2 3 4  “The Making of a Jump Manga! vol. 7 – Spy × Family”. 《Manga Plus》. 2020년 2월 11일에 원본 문서에서 보존된 문서. 2019년 11월 13일에 확인함.
4. 1 2 3  “「少年ジャンプ+」編集長が語る、画期的マンガアプリ誕生の背景 「オリジナルマンガで行くという戦略は間違っていなかった」”. 《リアルサウンド》 (일본어) (株式会社blueprint). 2020년 2월 21일. 2020년 3월 2일에 확인함.
5. ↑  대한민국 전역의 애니플러스 독점 방영
6. ↑  SPY×ANYA: OPERATION MEMORIES
7. ↑  2024년 6월 27일 발매, 자막 한국어화, 심의 등급은 GRAC 12(파랑)
8. ↑  2024년 6월 28일 발매, 자막 영어화, 심의 등급은 ESPB RP
9. ↑  2024년 6월 28일 발매, 자막 유럽 국가 언어화, 심의 등급은 PEGI 12(주황)
10. ↑  플랫폼은 닌텐도 스위치, 플레이스테이션 4, 플레이스테이션 5, 마이크로소프트 윈도우 기종이 가능
11. ↑  일본어와 한국어, 영어 홈페이지 구성되어 있다.
12. ↑  오늘의 있었던 일
13. 1 2 3 4 5 6 7 8 9 10  2인 플레이 가능
14. ↑  팩맨(Pac-man) 패러디
15. ↑  마피(Mappy) 패러디
16. ↑  “ジャンプ+の人気漫画『SPY×FAMILY』コミックス1巻発売 8日には本誌の番外編掲載”. 《ORICON NEWS》 (oricon ME). 2019년 7월 4일. 2019년 7월 7일에 확인함.
17. ↑  林士平（りんしへい） [SHIHEILIN] (2019년 4월 22일). “1話2話連続トレンド入り御礼！巨弾アクション家族コメディ『SPY×FAMILY』第3話が本日配信開始…！” (트윗). 2022년 10월 13일에 확인함.
18. ↑  末広光 [gelatin_255] (2019년 9월 13일). “「彼女の野性が手に負えない」一巻の見本が届きました。” (트윗). 2022년 10월 13일에 확인함.
19. ↑  『週刊少年ジャンプ』2019年46号次号予告。
20. ↑  “重版続き『SPY×FAMILY』累計550万部突破 既刊1〜4巻それぞれ100万部超の人気作”. 《ORICON NEWS》 (oricon ME). 2020년 8월 25일. 2020년 8월 29일에 확인함.
21. ↑  “【IMARTレポート】［特別講演］ジャンプの世界戦略：MANGA Plus海外配信の狙い伊東敦+籾山悠太”. 《マンガ・アニメ3.0》. 東アジア文化都市2019 豊島実行委員会. 2019년 11월 29일. 2019년 12월 7일에 확인함.
22. ↑  “（コミック）『SPY×FAMILY』 (1) 遠藤達哉〈著〉”. 《朝日新聞デジタル》 (일본어) (朝日新聞社). 2019년 8월 3일. 2019년 8월 3일에 원본 문서에서 보존된 문서. 2019년 8월 23일에 확인함.
23. ↑  “【話題の本】『SPY×FAMILY (1)』遠藤達哉著 心温まる「本物の家族」の物語”. 《産経ニュース》 (일본어) (産経デジタル). 2019년 9월 21일. 2019년 11월 3일에 확인함.
24. ↑  林士平（りんしへい） [SHIHEILIN] (2019년 7월 8일). “『SPY×FAMILY』第1巻発売後即大重版決まりました！皆様応援、本当に有難うございます！” (트윗). 2022년 10월 13일에 확인함.
25. ↑  林士平（りんしへい） [SHIHEILIN] (2019년 8월 5일). “『SPY×FAMILY』1巻が早くも30万部突破！読者の皆様のおかげです…！” (트윗). 2022년 10월 13일에 확인함.
26. ↑  “一番売れた新作漫画は『SPY×FAMILY』! コミックス第1巻ランキング(2019年7月〜9月）”. 《ほんのひきだし》 (일본어). 日本出版販売株式会社. 2019년 10월 4일. 2019년 10월 6일에 원본 문서에서 보존된 문서. 2019년 10월 6일에 확인함.
27. ↑  “SPY×FAMILY：コミックス最新6巻が初版100万部 「ジャンプ+」初の快挙 累計800万部突破”. 《MANTANWEB》 (MANTAN). 2020년 12월 20일. 2020년 12월 21일에 확인함.
28. ↑  “SPY×FAMILY：コミックス最新7巻で累計1000万部突破 「ジャンプ+」初の快挙”. 《MANTANWEB》 (MANTAN). 2021년 5월 17일. 2021년 6월 4일에 확인함.
29. ↑  “映画『SPY×FAMILY』初の映像＆場面カット公開 アーニャ「おでけけ！ おでけけ！」、殺し屋モードのヨルさんも”. 《ORICON NEWS》. oricon ME. 2023년 6월 27일. 2023년 7월 1일에 확인함.
30. ↑  “第8回 ジャンププラス 新人発掘と育成が強み／オリジナル作品の大ヒット目指す”. 《新文化》. 新文化通信社. 2017년 4월 24일. 2022년 3월 31일에 원본 문서에서 보존된 문서. 2022년 10월 13일에 확인함.